# Playa del Lérez
La playa del Lérez es una playa gallega situada en el municipio español de Pontevedra, en la provincia de Pontevedra. Es una playa marítimo-fluvial semiurbana con una longitud de 100 metros.

## Localización y acceso
La playa está situada en la margen izquierda del río Lérez, en la avenida de Buenos Aires, a unos 3 kilómetros de su desembocadura en la ría de Pontevedra, a 2 kilómetros del centro de la ciudad y a menos de un kilómetro del barrio de Monte Porreiro. Se encuentra frente al parque de la Isla de las Esculturas y muy cerca del antiguo puente del ferrocarril. Aquí se celebran las tradicionales comidas campestres de la romería de San Benito de Lérez, donde es típico comer mejillones.
Es fácilmente accesible a pie desde el centro de la ciudad, por el paseo del Lérez y desde el barrio de Monte Porreiro. También se puede llegar en coche. La ruta de senderismo del Lérez comienza en este punto y discurre a lo largo de varios kilómetros hasta Ponte Bora.

## Historia
Las obras para el acondicionamiento de la playa del Lérez comenzaron con trabajos previos en el año 2008. El arenal fue abierto al baño el 11 de junio de 2009.
La playa del Lérez pasó a ser catalogada como zona marítima por la Junta de Galicia en junio de 2023.

## Descripción
Es una playa rectilínea, situada en un entorno semiurbano. Se trata de una playa catalogada como marítimo-fluvial de arena blanca. Alrededor de la playa hay 5000 metros cuadrados de zonas de césped y un merendero con mesas y bancos de piedra. También hay un pequeño embarcadero con escalones de piedra sobre el río y un pequeño parque infantil. Toda la zona ocupa un total de 3 hectáreas.
Es una zona de aguas tranquilas que se beneficia de un pequeño brazo muerto del Lérez. El mar está cerca, por lo que está sujeta a las subidas y bajadas de las mareas de la ría de Pontevedra.
La playa cuenta con aseos, duchas, servicio de socorrismo, puesto de primeros auxilios, acceso para minusválidos, un pequeño aparcamiento, papeleras y un quiosco. La calidad del agua es buena.
El baño está vigilado desde finales de junio hasta finales de agosto, de 12:30 a 20:30.

## Galería de imágenes

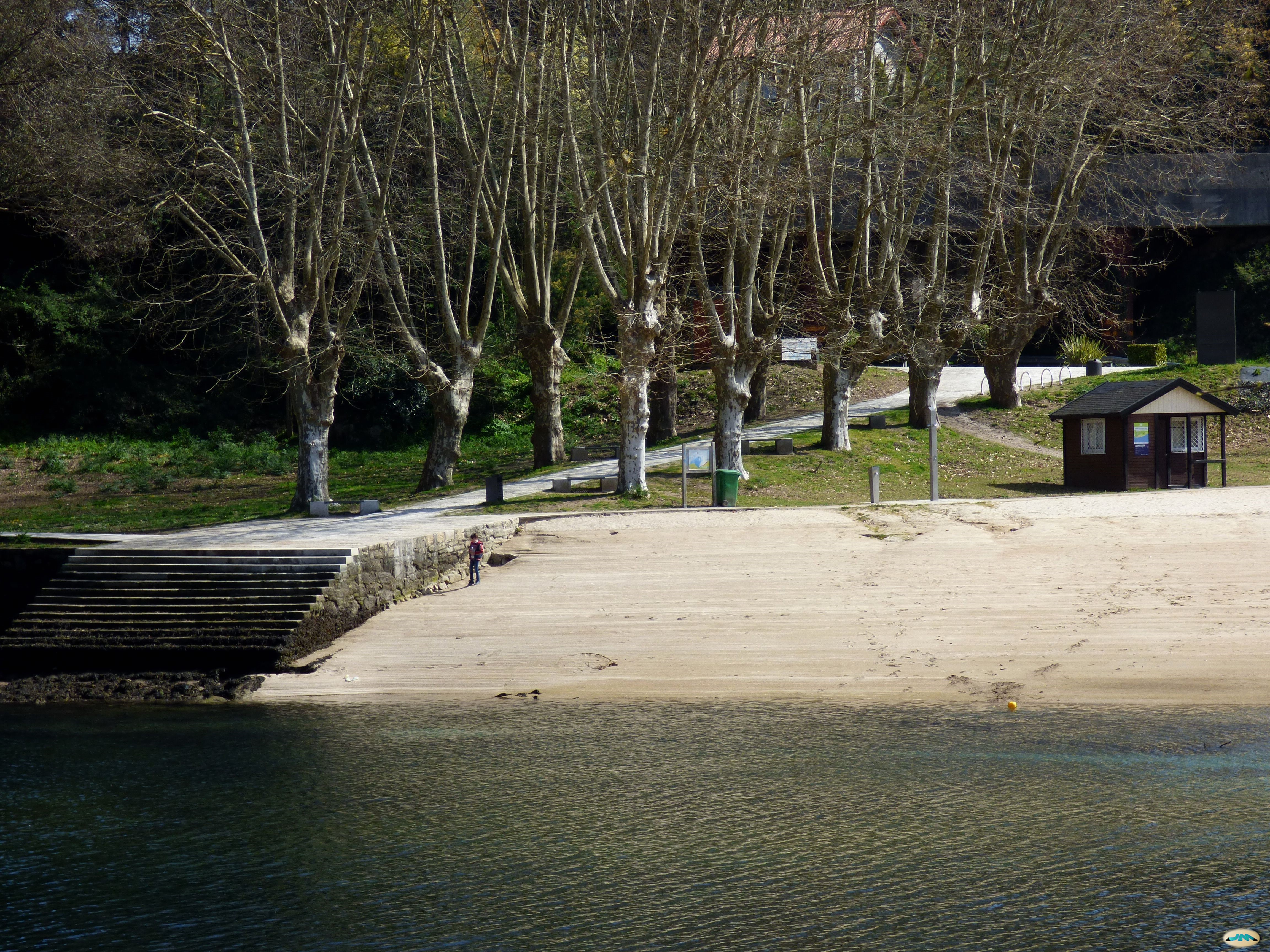
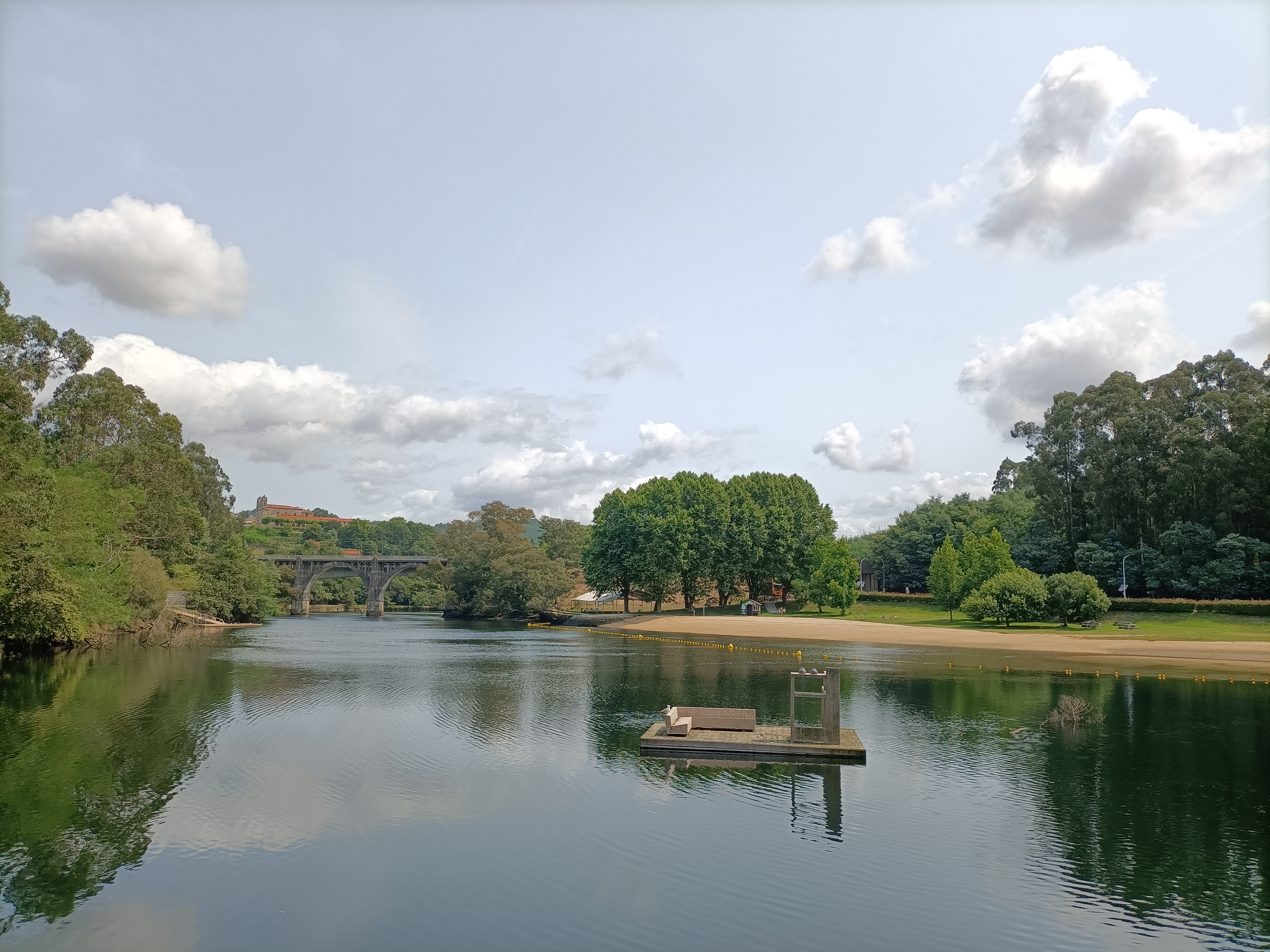
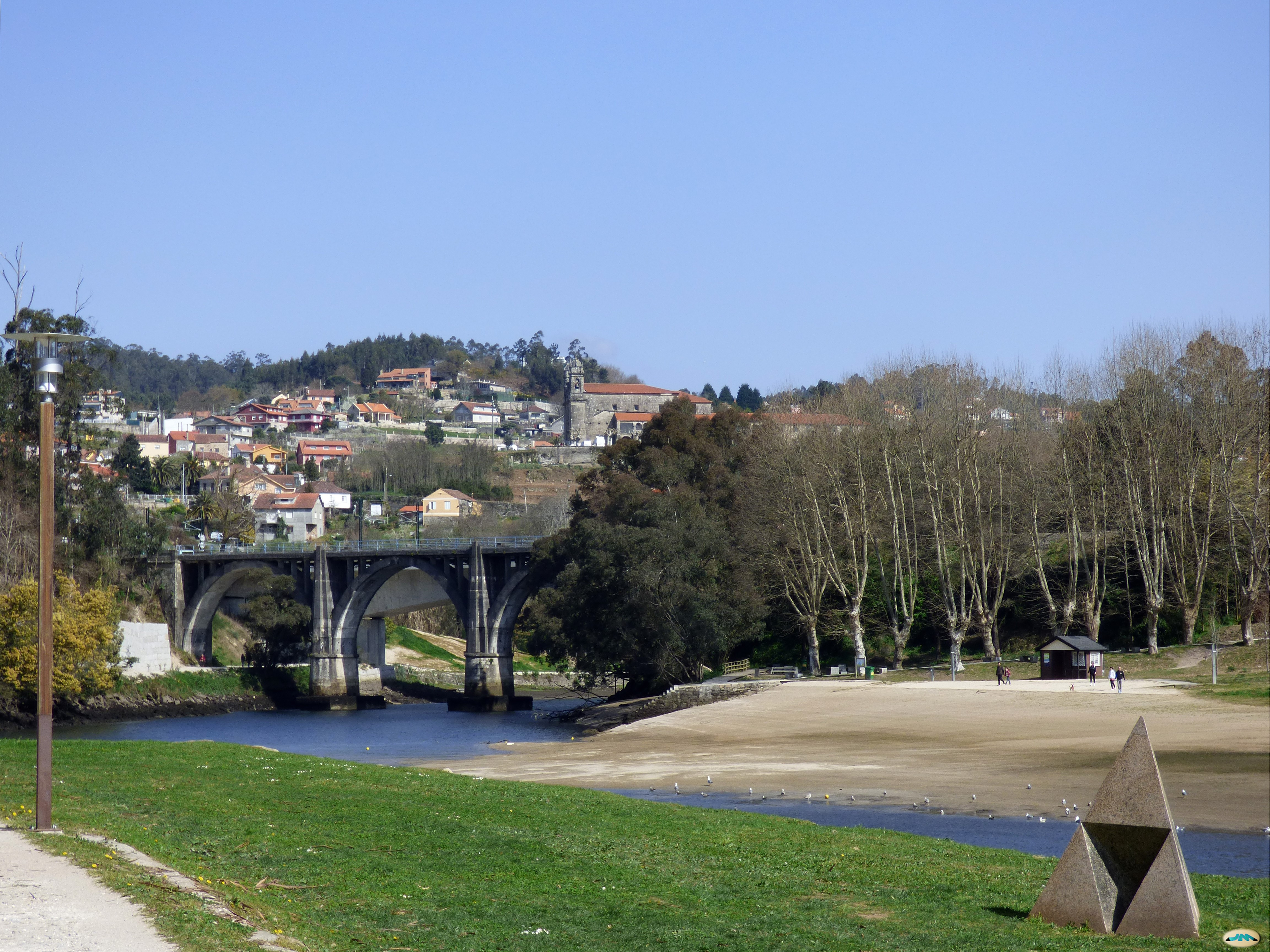
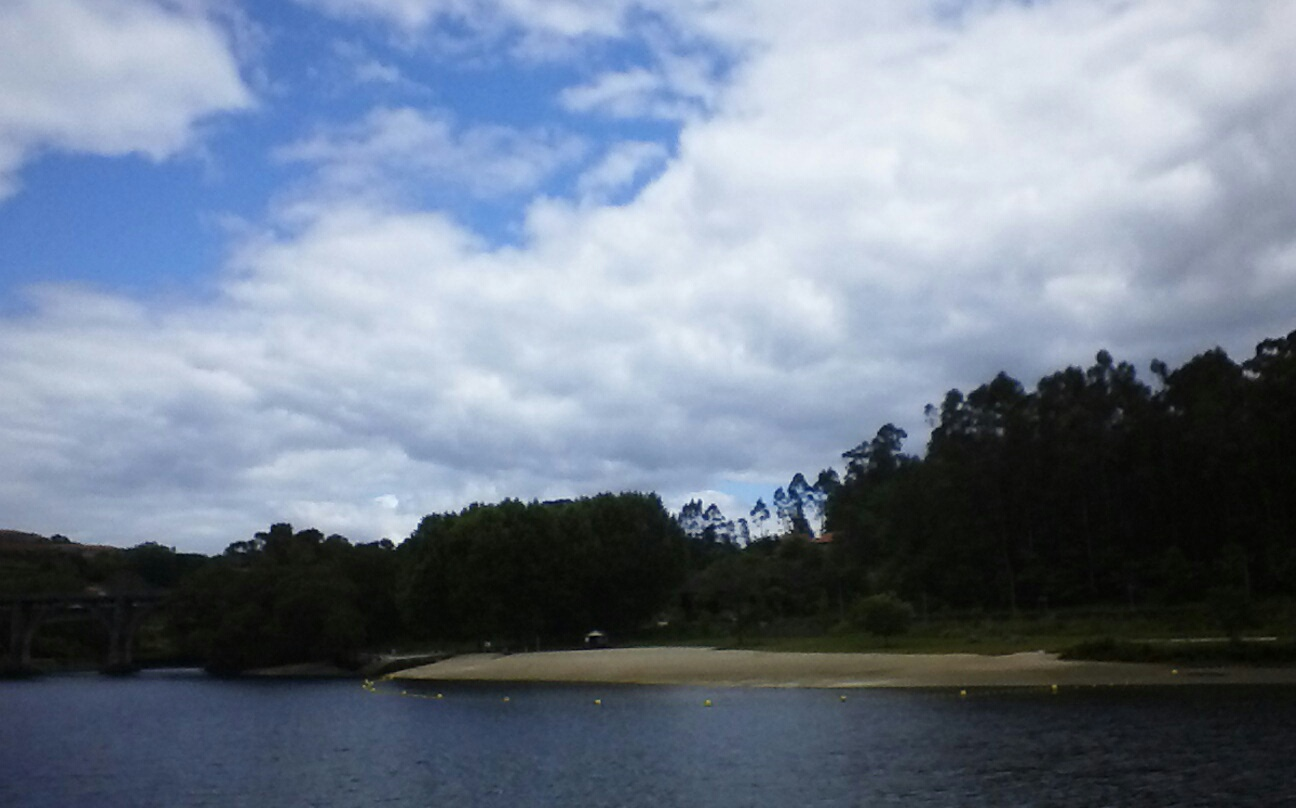
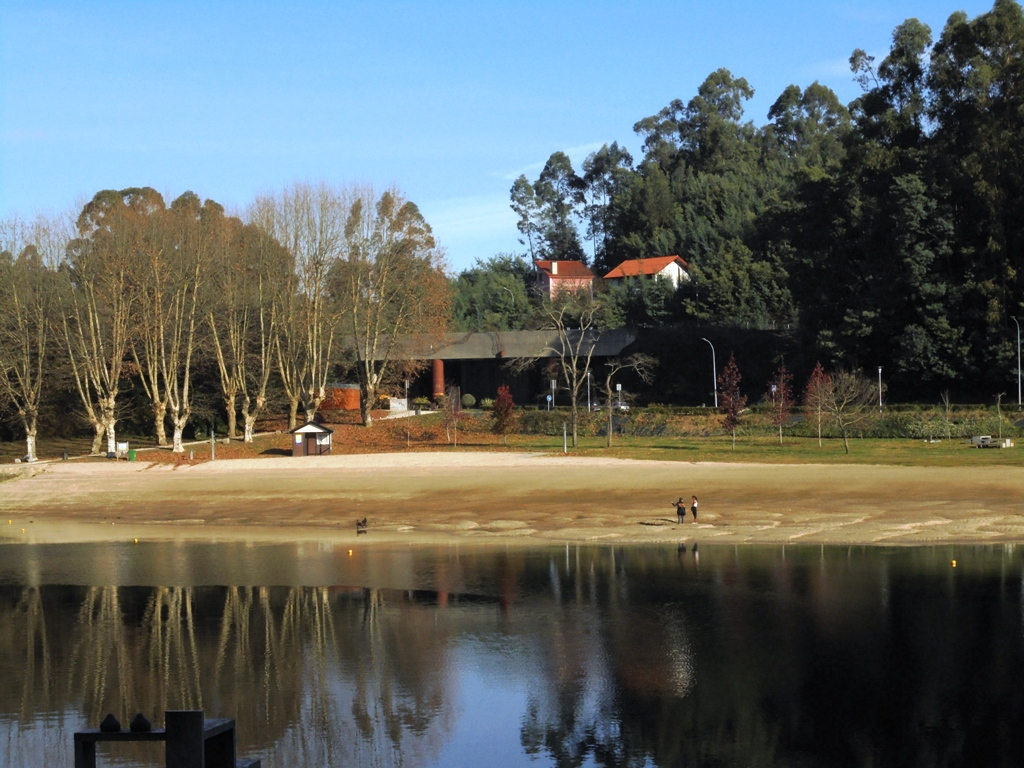
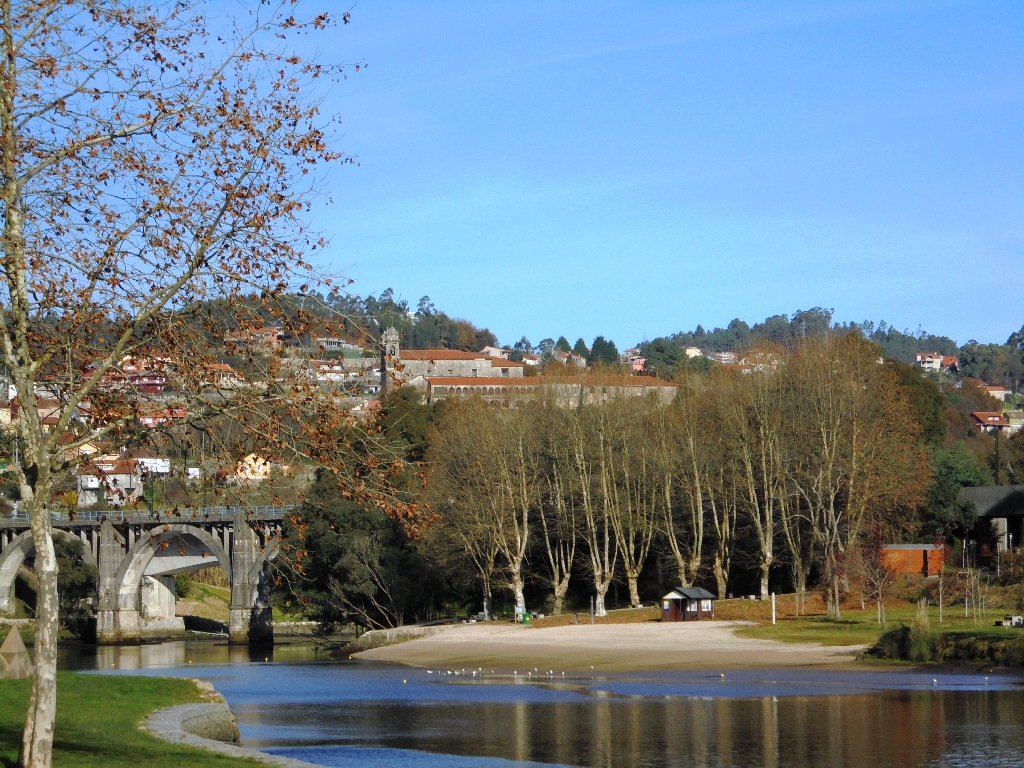